# Fragmenty zografskie

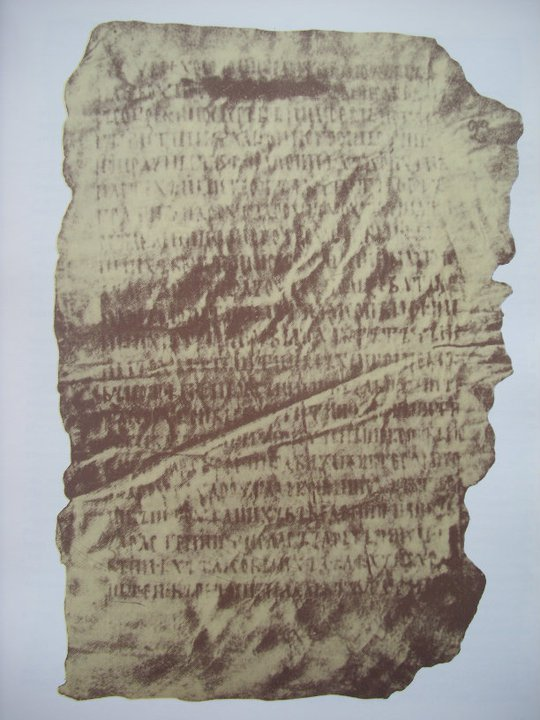
Zdjęcie jednej z kart

Fragmenty zografskie – dwie pisane cyrylicą pergaminowe karty z XI wieku, zawierające staro-cerkiewno-słowiański przekład reguły monastycznej Bazylego Wielkiego.
Karty zostały odnalezione w 1906 roku przez Piotra Ławrowa w klasztorze Zografu na półwyspie Athos, gdzie są przechowywane do dziś. Tekst zabytku wydali P. Ławrow z A. Bajanem (1930) oraz A. Minczewa (София 1978).